# Alastair Reynolds

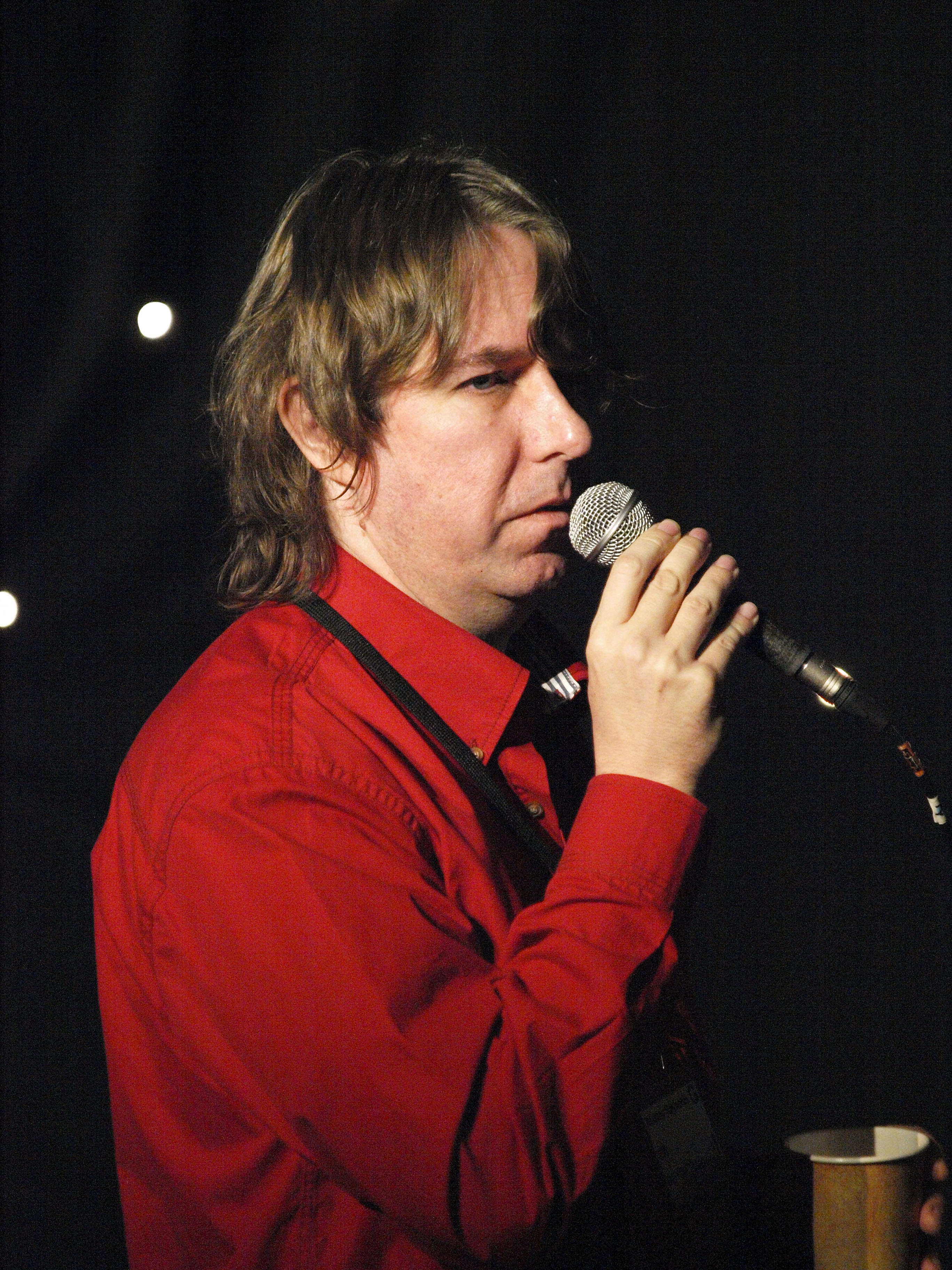
Alastair Reynolds (2010)

Alastair Preston Reynolds (* 13. März 1966 in Barry, Vereinigtes Königreich) ist ein walisischer Science-Fiction-Autor.

## Biografie
Reynolds wurde 1966 in Barry im Süden von Wales geboren. Er wuchs in Cornwall auf. Später studierte er Physik und Astronomie an der Newcastle University. 1991 zog er in die Niederlande, wo er seine spätere Frau Josette traf, eine gebürtige Französin. Er arbeitete bis April 2004 als Wissenschaftler für die Europäische Raumfahrtbehörde (ESA). Seitdem widmet er sich vollzeitlich der Schriftstellerei. Reynolds spezialisierte sich auf Hard Science-Fiction und Space Operas. Die deutschsprachigen Buchausgaben seiner Romane und Kurzgeschichten sind im Heyne Verlag erschienen. Seit 2008 lebt Reynolds wieder in Wales.

## Bibliografie

### Revelation-Space-Zyklus
Der Roman Unendlichkeit begründete den Revelation-Space-Zyklus.

#### Zusammenhängende Romane des Revelation-Space-Zyklus
- Unendlichkeit, 2001, ISBN 3-453-18787-3, Revelation Space. 2000
- Chasm City, 2003, ISBN 3-453-52221-4, Chasm City. 2001
- Die Arche, 2004, ISBN 3-453-52288-5, Redemption Ark. 2002.
- Offenbarung, 2004, ISBN 3-453-52362-8, Absolution Gap. 2003.
- Inhibitor Phase, 2021, ISBN 978-0-57-509071-2 (keine deutsche Übersetzung).

#### Prefect-Dreyfus-Romane aus dem Revelation-Space-Universum
- Aurora, 2008, ISBN 978-3-453-52502-3, The Prefect / Aurora Rising. 2007.
- Elysium Fire, 2018, ISBN 978-0-316-55567-8 (keine deutsche Übersetzung).
- Machine Vendetta, 2024, ISBN 978-0-316-46285-3 (keine deutsche Übersetzung).

#### Im Revelation-Space-Zyklus angesiedelte Kurzgeschichten
- Träume von Unendlichkeit, 2005, ISBN 3-453-52021-1, Diamond Dogs, Turquoise Days. 2003.
- Galactic North, 2006, ISBN 978-0-575-07910-6.

### Poseidon’s Children-Trilogie
- Okular, 2016, ISBN 978-3-453-31754-3, Blue Remembered Earth, 2012.
- Duplikat, 2017, ISBN 978-3-453-31755-0, On The Steel Breeze, 2013.
- Enigma, 2017,  ISBN 978-3-453-31779-6, Poseidon’s Wake, 2015.

### Revenger-Trilogie
- Rache, 2018, ISBN 978-3-453-31895-3, Revenger. 2016
- Shadow Captain, 2019, ISBN 978-0-575-09066-8[2]
- Bone Silence, 2020, ISBN 978-0-575-09070-5[3]

### Einzelromane
- Ewigkeit, 2008, ISBN 978-3-453-52440-8, Century Rain. 2004.
- Himmelssturz, 2007, ISBN 978-3-453-52244-2, Pushing Ice. 2005 (ursprünglicher Titel für den UK-Markt: Chasing Janus)
- Das Haus der Sonnen, 2009, ISBN 978-3-453-52569-6, House of Suns. 2008.
- Unendliche Stadt, 2011, ISBN 978-3-453-52767-6, Terminal World. 2009.
- Slow Bullets, 2015, ISBN 978-1-61696-193-0.
- Permafrost, 2019, ISBN 978-1-250-30356-1.
- Das Schiff der flüsternden Träume, 2025, ISBN 978-0575090767, Eversion, 2022.

### Storysammlungen
- Zima Blue and Other Stories, 2006, ISBN 1-59780-058-9.
- Deep Navigation, 2010, ISBN 978-1-886778-98-6.
- Beyond the Aquila Rift, 2016, ISBN 978-1-4732-1635-8.

## Auszeichnungen
- 2001: BSFA Award in der Kategorie „Roman“ für Chasm City[4]
- 2008: Seiun Award der Japanese National Science Fiction Convention in der Kategorie beste „Kurzgeschichte“ für Weather[5]
- 2010: Sidewise Award in der Kategorie beste „Kurzgeschichte“ für The Fixation[6]
- 2017: Locus Award in der Kategorie „Jugendbuch“ für Revenger[7]